# EXPAL BR 1000
EXPAL BR 1000 – hiszpańska bomba odłamkowo-burząca wagomiaru 1000 kg. Bomba jest przenoszona przez samoloty VA-1 Matador, EAV-8B Harrier II, F-5 Freedom Fighter, Mirage F1 i EF-18 Hornet.